# おねだり豊
おねだり豊（おねだりゆたか、1985年9月17日 - ）は、日本のかけっこインストラクター。元お笑いタレントである。本名は坂谷 豊（さかたに ゆたか）。
大阪府枚方市出身、松竹芸能に所属していた。

## プロフィール
小学生時代は、髪が長く天然パーマだったことから「ベートーベン」とあだ名で呼ばれていた。
大阪府立長尾高等学校 時代から「ドングリガム」というコンビで地元である大阪を中心に活動した。関西外国語大学在学中 の2008年10月にはコンビで松竹芸能に入るも、翌年に解散。解散後はピン芸人として関西にて活動再開。主に尻をこすらせて歩きながら「お尻歩きでウインドウショッピング、お尻歩きでガールハンティング」「（両手の指を全部くっつけて）アロンアルフア!」「なんかちょうだい」 と言うなどのギャグ中心のネタを持っていた。
中学時代から陸上部に所属し、短距離走選手として活躍する。大学時代には関西インターカレッジの4x100m第二部にて優勝。2009年には、同郷で枚方市御殿山出身の森脇健児率いる「森脇健児陸上競技部」へ入部してトレーニングを始め、「森脇健児陸上競技部の秘密兵器」と呼ばれた。森脇がレギュラー出演していた『走る男F』では、駅伝チーム「チーム走る男Bチーム」のキャプテンも務めた（Aチームは森脇がキャプテン）。
100mの自己ベストは10.85(+1.8) で、芸能界では井手らっきょを超えて1位であったが、2013年1月5日にフジテレビ放送で放送された『芸能界特技王決定戦 TEPPEN』の100m走では武井壮に敗れ準優勝に終わった。
2014年5月31日放送の『炎の体育会TV』では走り幅跳びでダリヤ・クリシナと対決を行い、4m90cmを記録した。
特技は陸上以外にブレイクダンスやカラオケで、特にカラオケでは常に90点台をキープするほどの歌唱力がある。
よゐこの濱口優による濱口コントサークルにて、ネタとして制作した楽曲をPV化し松竹の劇場でライブ活動を行う。2014年8月17日にはZeppダイバーシティー東京へのゲスト出演を果たした。おねだり豊のライブでの名前は禿夢（はげゆめ)。
2015年3月、渋谷区笹塚の路上で男性の目を雑誌で小突き、全治1週間のけがをさせた疑いで、警視庁は6月2日までにおねだりを傷害容疑で書類送検したが、不起訴処分となった。書類送検を受けて、6月2日活動自粛を発表。
2016年2月7日、自身のツイッターにて活動再開を発表。本人の希望により、2017年5月31日をもって芸能界を引退した。
その後は杉山建設スポーツ事業ONE Memoriaに所属。走ることを軸にしたレッスン教室、インストラクター事業を行っており、自身では「かけっこインストラクター」を名乗っている。

## 出演番組
- SASUKE
- 爆笑レッドカーペット
- さんまのSUPERからくりTV
- オールスター感謝祭
- カスペ!
- PON!
- 芸能界特技王決定戦 TEPPEN
- 炎の体育会TV
- ウェルかめ
- ABCお笑い新人グランプリ
- 初詣!爆笑ヒットパレード
- 関ジャニ∞のジャニ勉
- あらびき団
- めちゃ×2イケてるッ!
- 森田一義アワー 笑っていいとも!
- 新春 鶴瓶大新年会
- よゐこ部
- お願い!ランキング
- 業界トップニュース
- 走る男F
- ジャガイモン
- 世間に飛び出せ!! バナナ藩
- 欽ちゃん&香取慎吾の全日本仮装大賞（日本テレビ）- 2013年4月29日（第90回）[11]
- Break Out（テレビ朝日）
- お願い!モーニング（テレビ朝日）- 『15秒で目が覚める一発ギャグランキング』コーナー出演（2014年10月14日初出演）
- じわじわチャップリン（テレビ東京）
- 有田ジェネレーション

## 広告・CM
- 2009年大阪府地上デジタル放送
「うんともすんともい〜わな〜い!」
- 大阪ガス
- クリアアサヒ